# Transport kolejowy w Wałbrzychu
Transport kolejowy w Wałbrzychu funkcjonuje od roku 1853.

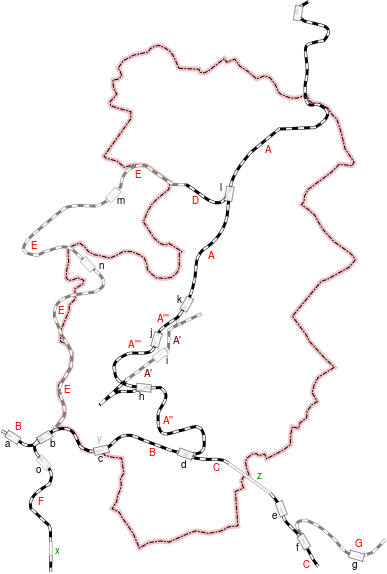
Sieć kolejowa Wałbrzycha w granicach miasta z 2017 r.:
A+B=; C=; D+E+F=

## Infrastruktura

### Linie kolejowe
Wałbrzyski węzeł kolejowy, rozumiany jako zbiór linii kolejowych łączących się ze sobą w granicach miasta, składa się z trzech linii (oznaczenia współczesne): 
- nr 274 Wrocław Świebodzki – Zgorzelec (stacja kolejowa), powstałej z połączenia w 1868 roku odcinka Śląskiej Kolei Górskiej ze starą linią Kolei Wrocławsko–Świdnicko–Świebodzickiej,
- nr 286 Kłodzko Główne – Wałbrzych Główny, powstałej w 1880 roku jako kolejny etap Śląskiej Kolei Górskiej,
- nr 291 Wałbrzych Szczawienko – Mieroszów, powstałej w 1877 roku jako linii prywatnej, rozebranej na odcinku miejskim w 1994 roku i przewidzianej do odbudowy jako część kolei aglomeracyjnej (Wałbrzyska Kolej Aglomeracyjna).

### Stacje i przystanki kolejowe
- Wałbrzych Szczawienko,
- Wałbrzych Miasto,
- Wałbrzych Dolny / Wałbrzych Towarowy (zlikwidowany),
- Wałbrzych Fabryczny / Kopalnia Victoria,
- Wałbrzych Centrum,
- Wałbrzych Główny,
- Szybowice Wałbrzyskie

(kolejność stacji w wykazie - narastająco od strony Wrocławia)

### Bocznice
Dawna stacja pasażerska Wałbrzych Dolny po zmianie przebiegu linii głównej w 1868 roku została przekształcona w stację towarową, a podczas rozbudowy układu drogowego w 1973 roku zlikwidowana i częściowo rozebrana. Dawna sieć torów w centrum miasta uległa przekształceniu w sieć bocznic.
W 1994 roku po rozebraniu części linii nr 291, pozostawioną część torów w okolicach stacji Wałbrzych Szczawienko przekształcono w Wałbrzyski Zespół Bocznic

### Stacja rozrządowa
Dawniej, stacja Wałbrzych Główny pełniła funkcję głównej stacji rozrządowej dla zlikwidowanego po 1990 roku Dolnośląskiego Zagłębia Węglowego.

### Lokomotywownia

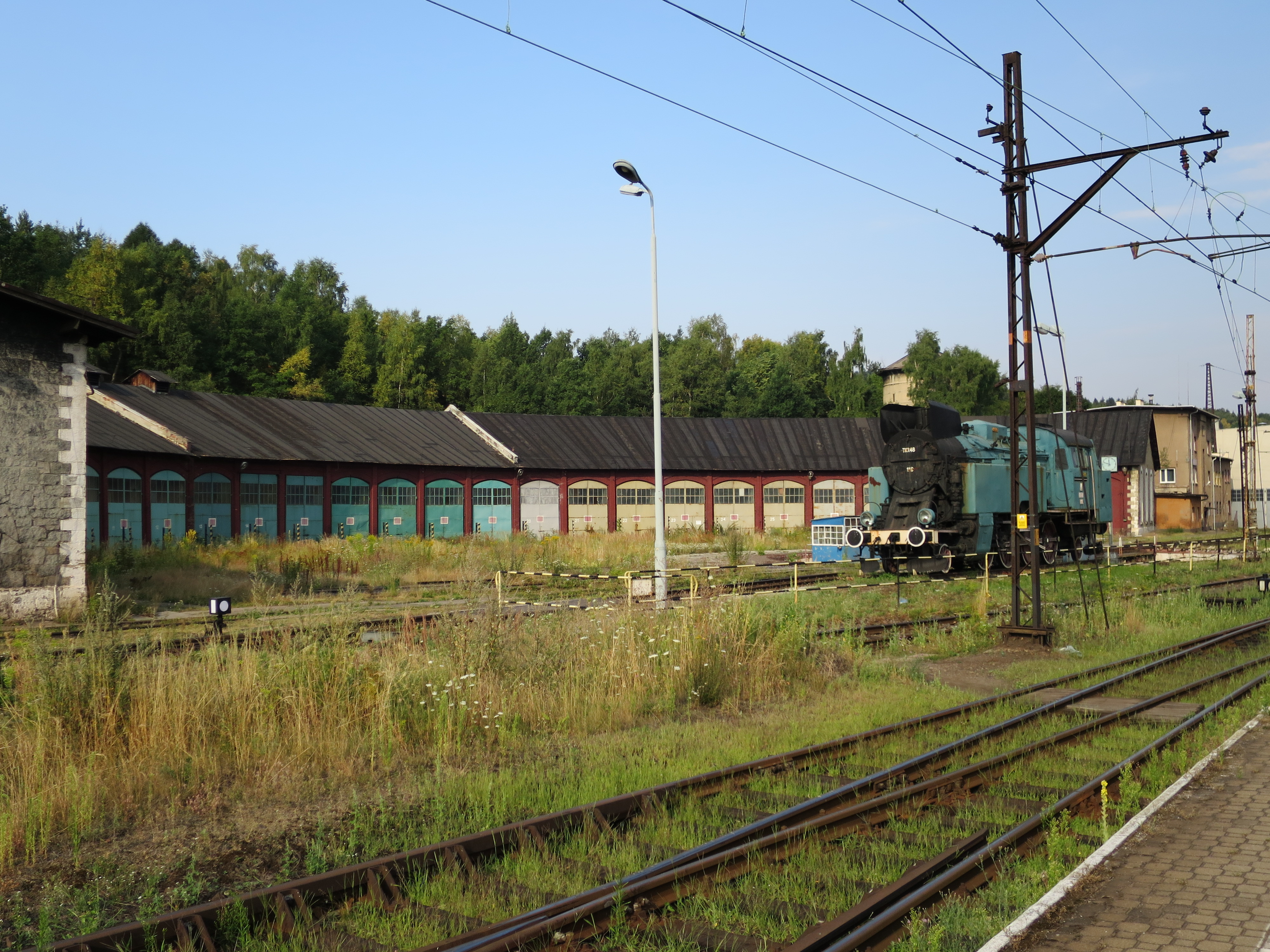
Dawna lokomotywownia przy stacji Wałbrzych Główny

W mieście znajduje się dawna lokomotywownia wachlarzowa, stanowiąca element zabudowań stacji Wałbrzych Główny. Powstała w latach 1865-1867. Pierwotnie posiadała 25 stanowisk, w 1910 roku została rozbudowana o dodatkowe pięć miejsc. W późniejszych latach dostawiono do niej zabudowania towarzyszące. Obiekt był używany zgodnie z przeznaczeniem do końca 2014, po czym został opuszczony. 18 maja 2016 roku nieczynna lokomotywownia została wpisana do rejestru zabytków.

### Obiekty inżynieryjne
W Wałbrzychu istnieje kilkanaście, niekiedy wysokich, wiaduktów kolejowych. Stan techniczny wielu z nich w pierwszym dziesięcioleciu XXI wieku był zły. Po roku 2015 PKP Polskie Linie Kolejowe podjęły stopniowy remont obiektów.

## Ruch pociągów

### Pociągi pasażerske
Prace rewitalizacyjne na linii nr 274 umożliwiły wprowadzenie nowych połączeń dalekobieżnych, obsługiwanych taborem nowej generacji.
W rozkładzie jazdy 2015/2016 po linii rozpoczęły kursowanie pociągi PKP Intercity kategorii Intercity (IC) z Białegostoku i Warszawy do Jeleniej Góry, obsługiwane jednostkami Pesa Dart.
Od 29 kwietnia 2016 roku jedną parę pociągów Express InterCity Premium (EIP) spółki PKP Intercity dotychczasowej relacji Warszawa Wschodnia – Wrocław Główny przedłużono torami linii kolejowej nr 274 przez Wałbrzych do Jeleniej Góry. Pociągi ED250 Pendolino poruszają się po linii z maksymalną prędkością 130 kilometrów na godzinę. W pobliżu Wałbrzycha pociągi zwalniają do 60 kilometrów na godzinę ze względu na geometrię torowiska (ciasne łuki).
Według stanu na rok 2017, przez Wałbrzych kursują wszystkie rodzaje pociągów kwalifikowanych spółki PKP Intercity: TLK, IC, EIC oraz EIP. Pociągi osobowe uruchamiają Koleje Dolnośląskie (wszystkie na linii nr 286 i większość na linii nr 274) oraz Przewozy Regionalne.
W granicach Wałbrzycha, pociągi EIP posiadają postój handlowy wyłącznie na stacji Wałbrzych Miasto. Pozostałe pociągi kwalifikowane obsługują stacje Wałbrzych Miasto oraz Wałbrzych Główny.
Przez Wałbrzych kursują okazjonalnie pociągi turystyczne.

### Pociągi towarowe
Liniami nr 274, 286 i 291 kursują pociągi towarowe z kruszywem wydobywanym w Górach Sowich i Górach Kamiennych.
Na przełomie XX i XXI wieku pociągi towarowe w rejonie Wałbrzycha były często okradane. Jednakowy problem występował na terenach o wysokim bezrobociu.

## Historia

### Geneza

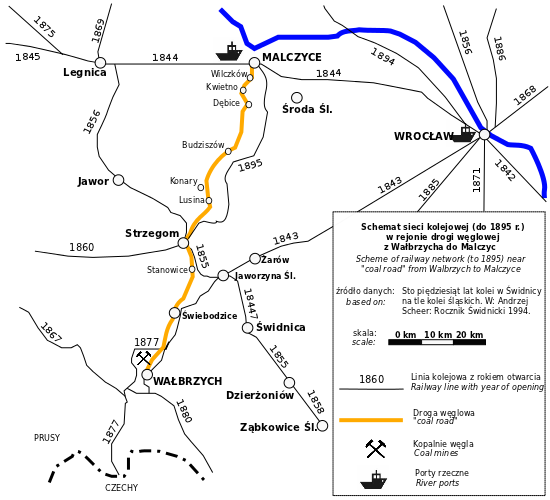
Schemat sieci kolejowej (do 1895 r.) w rejonie tzw. drogi węglowej z Wałbrzycha do Malczyc

Geneza połączeń kolejowych w Wałbrzychu jest zbieżna z początkiem wynalazku w kontynentalnej Europie. Kolej początkowo miała służyć jako tani środek transportu węgla kamiennego. Inicjatywa budowy pierwszych linii pochodziła od właścicieli kopalń i hut. Trasy projektowano bez uwzględnienia potrzeb ludności i pozostałych gałęzi gospodarki. Nacisk na przewożenie osób położono w późniejszym okresie, głównie dla zwiększenia zysków towarzystw kolejowych.
W 1816 roku Johann Friedrich Krigar z Królewskiej Odlewni Żeliwa w Berlinie prowadził dla Pruskiego Urzędu Górnictwa prace nad parowozem zębatym, wykorzystując uprzednie obserwacje pierwszych udanych angielskich parowozów Salamanca. Wiosną tego roku Królewski Wyższy Urząd Górniczy dla Śląska (niem. Königliches Oberbergamt für Schlesien) rekomendował władzom centralnym zastosowanie kolei do transportu węgla z Wałbrzycha w stronę portu w Malczycach.
Początkowo wywóz węgla koleją z Dolnośląskiego Zagłębia Węglowego odbywał się ze Świebodzic. Towarzystwo Kolei Wrocławsko-Świdnicko-Świebodzickiej 28 października 1843 roku doprowadziło do miasta swoją pierwszą linię z Wrocławia Świebodzkiego (druga linia kolejowa na Śląsku po Kolei Górnośląskiej. 29 października 1843 roku uruchomiono pociągi pasażerskie, a 1 stycznia 1844 roku pociągi towarowe. Przewóz pasażerów odbywał się często mieszanymi pociągami osobowo-towarowymi.
Doprowadzenie kolei do Wałbrzycha przez grzbiet Pogórza Wałbrzyskiego było poza ówczesnymi możliwościami technologicznymi lokomotyw parowych. Węgiel był dowożony do Świebodzic furmankami. Pasażerowie korzystali z powozów ze stacji w Świebodzicach w stronę uzdrowisk wałbrzyskich. Obserwując potrzeby przewozowe i przewidując rozwój techniki, który w przyszłości umożliwiłby pokonywanie większych wzniesień przez parowozy, dyrektor Towarzystwa Kolei Wrocławsko-Świdnicko-Świebodzickiej, fabrykant śląski Gustav Heinrich von Ruffer już 8 stycznia 1845 roku wnioskował o przedłużenie linii do Wałbrzycha, pod kopalnię „Konrad” położoną przy dzisiejszej ulicy Browarnej, niedaleko placu Grunwaldzkiego w Śródmieściu. Na nowym odcinku miała to być w pierwszych latach kolej konna. Projekt trasy autorstwa starszego inżyniera Cohiusa zakładał nachylenia nie większe niż 2‰, by umożliwić przejście na prowadzenie pociągów lokomotywami.

### Połączenie Wrocław – Wałbrzych (1851–1853)

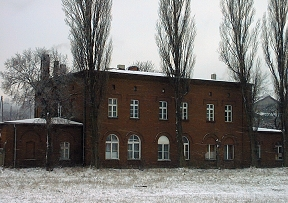
Budynek dworca Wałbrzych Dolny z 1853 roku, następnie mieszczący dworzec towarowy. Stan sprzed wysiedlenia mieszkańców (2009 r.)

Pierwsze koleje na ziemiach niemieckich były prywatne, a ich działalność restrykcyjnie regulowało państwo przez obowiązkowe koncesje. Walne zgromadzenie akcjonariuszy Towarzystwa w dniu 28 maja 1845 roku zadecydowało o podjęciu przedłużenia linii, jednak władze rejencji legnickiej odmówiły wydania koncesji. Sprzeciw motywowano, między innymi, ochroną interesów portu w Malczycach, ochroną woźniców działających na tzw.„drodze węglowej” Wałbrzych – Malczyce przed bezrobociem i troską o przyszłe ceny węgla. Koncesję na trasę według zmodyfikowanego projektu, zakładającego już prowadzenie ruchu parowozami, uzyskano dopiero po sześciu latach starań, w lipcu 1851 roku.
Budowa kolei do Wałbrzycha, rozpoczęta w 1851 roku, trwała dwa lata.

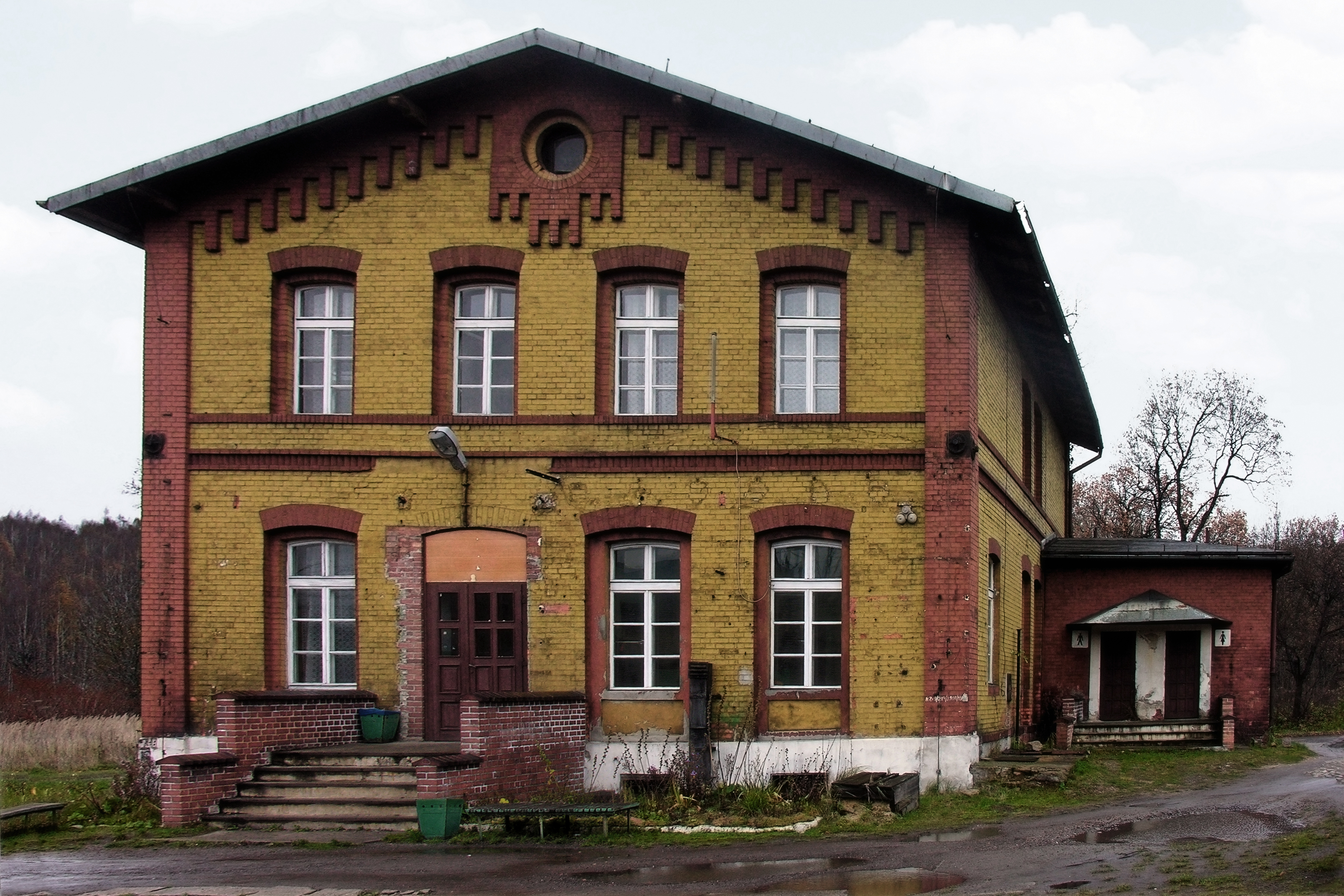
Dworzec na dawnej stacji końcowej Wałbrzych (Wałbrzych Fabryczny)

Podczas budowy przedłużenia ze Świebodzic zmieniono lokalizację stacji w tym mieście, wznosząc nieopodal dotychczasowej nową stację przelotową. Tory przeprowadzono dolinami rzecznymi Lubiechowskiej Wody i Pełcznicy do Szczawienka, gdzie zbudowano stację dla Szczawienka (dzisiejsza stacja Wałbrzych Szczawienko). Dalej, szlak kolejowy wytyczono między zboczami Czarnoty i Góry Parkowej, za którymi zlokalizowano stację w Starym Zdroju (obecna Wałbrzych Miasto). Nieopodal dworca linię wygięto lekkim łukiem w stronę centrum miasta, dwukrotnie przecinając szynami główną drogę (dzisiejsza ulica Wrocławska w Wałbrzychu). Za skrzyżowaniem z szosą Wałbrzych – Biały Kamień zbudowano rozwidlenie linii na dwie części. Nitka wiodąca w lewo została zakończona w pobliżu placu Grunwaldzkiego na ślepej stacji Wałbrzych Dolny, 700 metrów od wałbrzyskiego rynku. Nitka prowadząca w prawo została poprowadzona pod górę, zboczem Kotliny Wałbrzyskiej na południowy zachód do szybu kopalnianego „Wrangel” – późniejszego szybu „Wojciech” w KWK Victoria. Od szybu w dół, w przeciwnym kierunku poprowadzono tory do ślepej stacji końcowej Wałbrzych (późniejszy Wałbrzych Fabryczny). Takie rozwiązanie wymuszało zmianę kierunku jazdy pociągów zmierzających do stacji końcowej.

### Połączenie Zgorzelec/Węgliniec – Wałbrzych – Kłodzko (1867-1880)
Linia została wybudowana w latach 1867-1880 jako fragment Śląskiej Kolei Górskiej, będącej częścią projektowanej Centralnej Kolei Berlińsko-Wiedeńskiej. Magistrala posłużyć miała skróceniu drogi kolejowej łączącej dwie europejskie stolice o 120 kilometrów względem dotychczasowej trasy przez Drezno i Pragę, stanowiąc tym samym najkrótsze połączenie tych miast. Budowa trasy, jednej z pierwszych w Prusach sfinansowanej przez państwo, miała również na celu aktywizację podupadłych gospodarczo, zasobnych w surowce mineralne terenów Przedgórza Sudeckiego i umożliwienie rozwoju przemysłu na tych terenach.

### Połączenie Wałbrzych – Meziměstí (1873–1878)
W 1835 roku w Prusach stała się popularna idea połączenia koleją, możliwie najkrótszą drogą, portów nad Bałtykiem z portami nad Morzem Adriatyckim dla stymulacji handlu. Budowa linii kolejowej ze Szczecina do granicy z Austrią była jednym z motywów powstania Towarzystwo Kolei Wrocławsko–Świdnicko–Świebodzickiej. Spółka, obok głównej linii wrocławsko-świebodzickiej, od 1858 roku posiadała pierwszy fragment nowej magistrali z pierwszego na terytorium dzisiejszej Polski węzła kolejowego w Jaworzynie Śląskiej do Ząbkowic Śląskich. Dążąc do dalszej rozbudowy trasy, Towarzystwo rywalizowało o pierwszeństwo w uzyskaniu połączenia do granicy w Międzylesiu koło Kłodzka z faworyzowaną przez władze państwa Koleją Górnośląską.
Wobec wybudowania w latach 1871 – 1876 przez Kolej Górnośląską linii Wrocław – Ústí nad Orlicí, Towarzystwo przedłużyło w kierunku granicy doprowadzoną wcześniej do Wałbrzycha linię świebodzicką.
17 września 1873 roku uzyskano koncesję na nową trasę ze Szczawienka, przez Biały Kamień, Kuźnice Świdnickie i Mieroszów do Meziměstí, gdzie linia miała połączyć się z siecią „Uprzywilejowanego Austro–Węgierskiego Towarzystwa Kolei Państwowej”. Szlak wytyczono śmiało trudnym w terenie górskim. Linię poprowadzono możliwie blisko majątku rodu Hochbergów, posiadającej największe udziały w Towarzystwie Kolei Wrocławsko-Świdnicko-Świebodzickiej. W skład dóbr Hochbergów wchodziły lasy, kopalnie (m.in. Konradów, Sobięcin, Kuźnice) oraz uzdrowisko Szczawno-Zdrój. Istotne było również ominięcie przeciążonego ruchem lokalnym centrum zagłębia wałbrzyskiego. Budowa jednotorowej linii trwała cztery lata. Otwarcia trasy i kolejowego przejścia granicznego w Starostínie dokonano 15 maja 1878 roku.

### Zmiana przebiegu linii w mieście (1868)

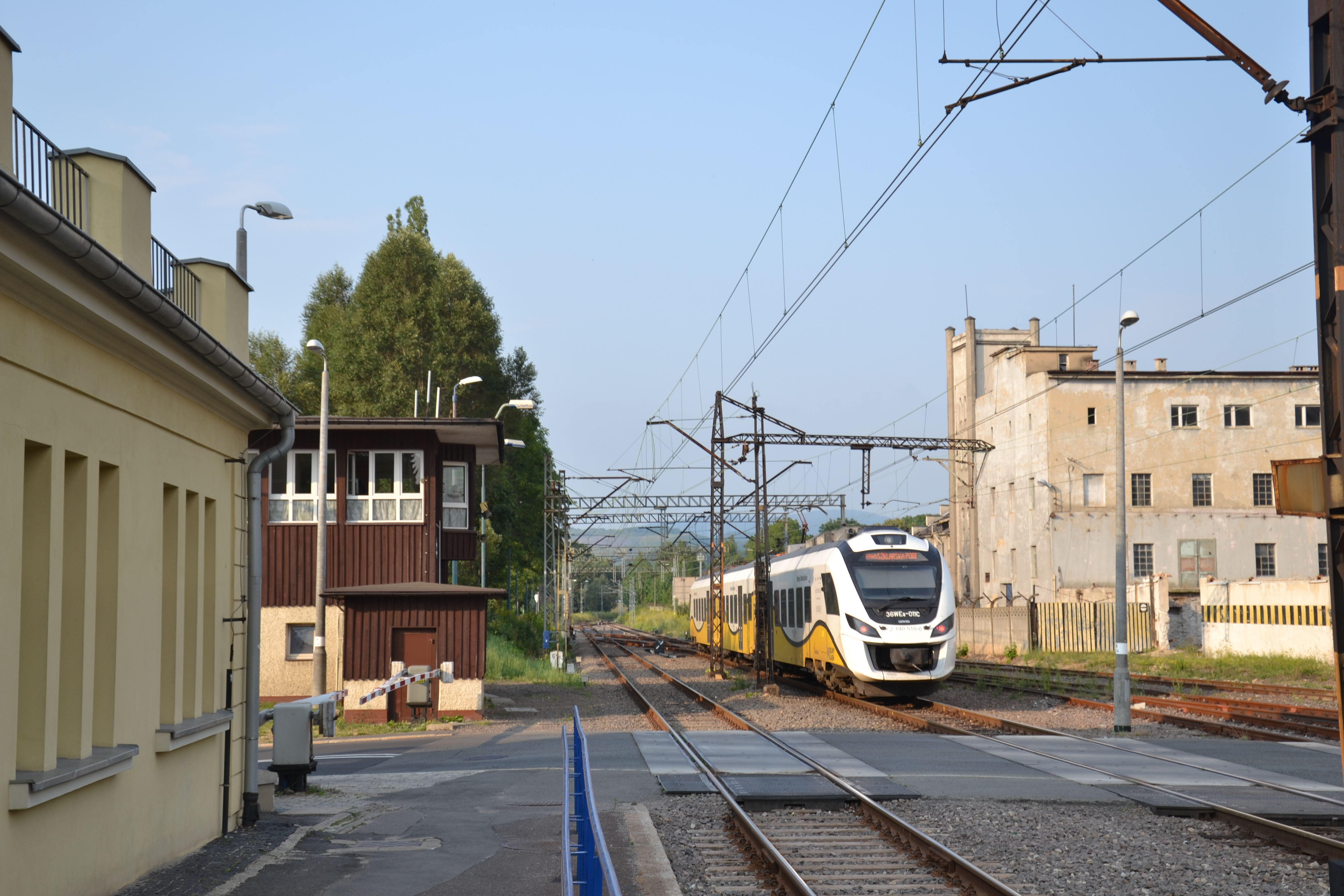
Stacja Wałbrzych Miasto. Miejsce, za którym w latach 1853-1867 kolej z Wrocławia wiodła, inaczej niż dziś, w stronę centrum miasta

Pierwotny układ kolei na obszarze Wałbrzycha przetrwał piętnaście lat, do czasu doprowadzenia do miasta Śląskiej Kolei Górskiej. Nową linię połączono 15 sierpnia 1867 roku stromą i krętą łącznicą o długości 4,8 km ze stacji Wałbrzych Główny do końcowej dotąd stacji Wałbrzych (Wałbrzych Fabryczny). Po dziewięciu miesiącach, 28 maja 1868 roku oddano do użytku nową, niewymagającą zmiany kierunku jazdy trasę z Wałbrzycha Fabrycznego do Wałbrzycha Miasto, wiodącą nasypami i zboczami w pewnym oddaleniu od zabudowań mieszkalnych. Dotychczasowa stacja pasażerska Wałbrzych Dolny została przekształcona stację towarową, a podczas rozbudowy układu drogowego w 1973 roku zlikwidowana i częściowo rozebrana. Dawna sieć torów w centrum miasta uległa przekształceniu w bocznice, a obiekty kolejowe zmieniły przeznaczenie.
Modernizacja układu kolejowego pogorszyła dostępność dworców ze Śródmieścia, którą częściowo zrekompensowało uruchomienie w 1898 roku wałbrzyskiej komunikacji miejskiej.

### Nacjonalizacja kolei w Wałbrzychu (1884)
Infrastruktura linii Wrocław Świebodzki – Wałbrzych i Wałbrzych – Meziměstí została znacjonalizowana poprzez przejęcie Towarzystwa Kolei Wrocławsko–Świdnicko–Świebodzickiej na rzecz pruskich kolei państwowych („KPEV”) w roku 1884.
Od tego czasu infrastruktura kolejowa w Wałbrzychu jest kontrolowana przez państwo.

### Przedwojenna elektryfikacja węzła (1912-1928)
Państwo pruskie eksperymentalnie zelektryfikowało odcinek linii Zgorzelec – Wrocław między Lubaniem a Jaworzyną Śląską oraz sieć linii bocznych w latach 1912-1914, tworząc poligon badawczy trakcji elektrycznej w warunkach górskich. Pierwszą linią zelektryfikowaną w ramach projektu była trasa między Szczawienkiem a Meziměstí, gdzie skierowano pierwsze na świecie elektryczne zespoły trakcyjne przeznaczone na trasy pozamiejskie. W latach 1923 – 1928 dokończono elektryfikację linii Zgorzelec – Wrocław Świebodzki, natomiast elektryfikacja linii Kłodzko – Wałbrzych nie doszła do skutku.

### Projekt przebudowy węzła i wzniesienia dworca centralnego (1942)
Podczas II wojny światowej w 1942 roku niemieckie władze kolejowe rozważały zmiany sieci w granicach Wałbrzycha. Negatywnie, wobec przewidywanego rozwoju miasta, oceniano istnienie stacji towarowej w centrum, a głównych stacji pasażerskich (Wałbrzych Główny i Wałbrzych Miasto) na peryferiach. Przewidywano zwiększenie ruchu w relacjach Berlin – Wiedeń szlakiem Śląskiej Kolei Górskiej i Łódź – Praga (tereny Polski i Czechosłowacji zagrabione przez III Rzeszę) z wykorzystaniem linii do Meziměstí. Postulowano wprowadzenie do miasta linii kolejowej od Sobótki i Świdnicy. Koncepcja zakładała likwidację stacji: Wałbrzych Miasto, Wałbrzych Fabryczny i Wałbrzych Główny oraz przeznaczenie dotychczasowych torów na bocznice i stacje towarowe, równocześnie z przeniesieniem tras pasażerskich na nowo wybudowane odcinki. Przeniesione linie miały łączyć się na nowym, postulowanym w bezpośrednim sąsiedztwie Śródmieścia dworcu centralnym. Koncepcja nie została zrealizowana.

### Wałbrzyski węzeł kolejowy w granicach Polski (po roku 1945)
Po II wojnie światowej istniejące w Wałbrzychu linie kolejowe włączono do majątku Polskich Kolei Państwowych. Na mocy porozumienia między rządem polskim i radzieckim z 8 lipca 1945 roku, w ciągu trzech tygodni przedwojenny system trakcji elektrycznej obejmujący między innymi: sieć napowietrzną, podstacje, tabor, warsztaty wyposażenie linii, a także jeden tor szlakowy, zdemontowano i wywieziono do Związku Socjalistycznych Republik Radzieckich jako zdobycz wojenną.
Sieć trakcyjną (prądu stałego o napięciu 3 kV) i drugi tor linii nr 274 na odcinku Wrocław – Wałbrzych – Jelenia Góra odbudowano w latach 1965-1966.
Odcinek torów linii nr 291 między Wałbrzychem a Boguszowem służył za objazd dla linii głównej nr 274 do czasu jej ponownej elektryfikacji i odbudowy drugiego toru magistrali w roku 1965. Następnie stracił znaczenie i latem 1994 roku został rozebrany. Trasa ma zostać odbudowana staraniem władz miasta jako część projektowanej kolei aglomeracyjnej (Wałbrzyska Kolej Aglomeracyjna).

### Zapaść infrastruktury i modernizacja (po roku 2000)
Pod koniec lat 90. XX wieku na skutek wzrostu znaczenia komunikacji samochodowej, ograniczenia oferty przewozowej i niedoinwestowania kolei znacząco ograniczono ruch pasażerski na linii kolejowej nr 274 oraz przewozy towarów oraz wstrzymano ruch pociągów pasażerskich (na linii nr 286 przejściowo, na linii nr 291 trwale). Zapaść technologiczna jaka nastąpiła w wyniku braku bieżącego utrzymania spowodowała liczne ograniczenia prędkości na linii do 20-30 kilometrów na godzinę.
W Wałbrzychu istnieje kilkanaście, niekiedy wysokich, wiaduktów kolejowych. Stan techniczny wielu z nich w pierwszym dziesięcioleciu XXI wieku był zły. Po roku 2015 PKP Polskie Linie Kolejowe podjęły stopniowy remont obiektów.

### KoncepcjaWałbrzyskiej Kolei Aglomeracyjnej(2011-2012)

#### Inicjatywa
Pod koniec roku 2011 władze Wałbrzycha zainicjowały prace zmierzające do formalnoprawnego zorganizowania aglomeracji wałbrzyskiej. Jako jeden z największych problemów przyszłej aglomeracji zidentyfikowano wewnętrzną niespójność transportową i izolację komunikacyjną w stosunku do pozostałych części województwa dolnośląskiego. Założono, że problem zostanie rozwiązany dwutorowo, poprzez równoległą rozbudowę połączeń drogowych i utworzenie zintegrowanego systemu komunikacji publicznej. Postawiono wówczas o potrzebie zbudowania kolej aglomeracyjna, wykorzystujące zmodernizowane i wzniesione od nowa odcinki linii kolejowych.
Punktem wyjściowym koncepcji było domaganie się ze strony samorządowców zmodernizowania wyeksploatowanej wówczas magistralnej linii nr 274. Sygnalizowano, że renowacja trasy skróci czas potrzebny na dojazd koleją z Wałbrzycha do Wrocławia do 1 godziny, co przysłuży się popularyzacji codziennych dojazdów do pracy i szkoły w stolicy województwa, a w konsekwencji doprowadzi do społecznej i gospodarczej aktywizacji regionu. Wśród argumentów za uzupełnieniem modernizacji linii samorządowym systemem kolei aglomeracyjnej wskazywano na utworzenie „ekologicznej alternatywy” dla transportu drogowego i „przyjaznej” przestrzeni wymiany towarów i usług wewnątrz przyszłej aglomeracji. W zasięgu rozbudowanego systemu kolejowego miałoby się znaleźć 300 000 osób.

#### Koncepcja
Za namową władz Wałbrzycha Urząd Wojewódzki we Wrocławiu zlecił dla Wrocławskiego Biura Urbanistycznego opracowanie Uwarunkowań dla koncepcji uruchomienia Wałbrzyskiej Kolei Aglomeracyjnej i poprawy transportu publicznego w subregionie wałbrzyskim. W toku prac nad przyszłym porozumieniem w sprawie przyszłej kolei aglomeracyjnej organizowano rozmowy z udziałem Ministerstwa Infrastruktury, PKP, burmistrzów i wójtów regionu. Po przeprowadzeniu badań, w tym określeniu potoków pasażerskich i potrzeb mieszkańców, na spotkaniu 9 grudnia 2011 roku zaprezentowano gotową koncepcję. Opracowanie objęło swym zakresem charakterystykę istniejącej i planowanej infrastruktury oraz analizę możliwości technicznych, koncepcję zagospodarowania i otoczenia przystanków oraz określiło koszty zakupu niezbędnego taboru i przyszłego prowadzenia przewozów.
W koncepcji wskazano następujące etapy uruchomienia kolei aglomeracyjnej:
- etap I: modernizacja istniejącej infrastruktury linii nr 274 i 276 na obszarze ograniczonym stacjami: Boguszów-Gorce Zachód, Wałbrzych Szczawienko, Głuszyca Górna wraz z budową nowych przystanków: Wałbrzych Śródmieście i Wałbrzych Lubiechów oraz trzech węzłów przesiadkowych (przy przystankach Wałbrzych Główny, Wałbrzych Śródmieście, Wałbrzych Szczawienko)[29],
- etap II: budowa ze stacji Wałbrzych Szczawienko dwóch przeciwległych odgałęzień:
  - w kierunku Podzamcza z przystankami Wałbrzych Piaskowa Góra i Wałbrzych Podzamcze (śladem rozebranej linii nr 291),
  - w kierunku Wałbrzyskiej Specjalnej Strefy Ekonomicznej z przystankiem Wałbrzych Poniatów[29],
- etap III: odbudowa i modernizacja linii kolejowej nr 291 wraz z budową przystanków: Szczawno Zdrój, Biały Kamień, Wałbrzych Stadion, Wałbrzych Sobięcin, Kuźnice Świdnickie[29],
- etap IV: modernizacja linii kolejowej nr 285 na odcinku Jedlina-Zdrój – Zagórze Śląskie wraz z budową przystanków: Jedlina-Zdrój Sportowy, Jedlina Dolna, Olszyniec[29],
- etap V: budowa połączenia bocznicy do przystanku Wałbrzych Poniatów ze stacją Zagórze Śląskie wraz z budową przystanków: Dziećmorowice, Stary Julianów[29].

W każdym z etapów przewidziano wykorzystanie istniejących stacji kolejowych i przystanków osobowych jako przystanków kolei aglomeracyjnej.
Założono, że po zrealizowaniu pierwszego etapu kolei zostaną uruchomione połączenia autobusami szynowymi w relacjach Boguszów-Gorce Zachód – Świebodzice oraz Boguszów-Gorce Zachód – Głuszyca Górna.
Przyjęto, że budowa kolei aglomeracyjnej zostanie sfinansowana ze środków samorządowych, rządowych (w tym funduszy kolejowych) i europejskich (środków na rozwój aglomeracji).

#### Rezygnacja z projektu
8 lutego 2012 roku podczas konferencji w Urzędzie Marszałkowskim Województwa Dolnośląskiego miało dojść do podpisania porozumienia między przedstawicielami urzędu marszałkowskiego, urzędu miasta Wałbrzycha i PKP Polskie Linie Kolejowe. Wobec zastrzeżeń Polskich Linii Kolejowych w kwestii zaproponowanego kształtu porozumienia, nie doszło do podpisania dokumentu.
18 stycznia 2013 roku podczas sesji Rady Miejskiej w Wałbrzychu miasto i 16 gmin przyjęło wspólnie Strategię Rozwoju Aglomeracji Wałbrzyskiej. W przyjętym dokumencie wśród celów dla aglomeracji założono „zapewnienie szybkiego bezpośredniego połączenia Aglomeracji Wałbrzyskiej z jej otoczeniem”. Osiągnięcie celu założono poprzez współpracę z organizatorami transportu kolejowego na rzecz modernizacji infrastruktury kolejowej i połączeń. W strategii przewidziano również „uzyskanie spójności terytorialnej w zakresie komunikacji publicznej przez usprawnienie połączeń komunikacji publicznej w ramach Aglomeracji Wałbrzyskiej i koordynację połączeń komunikacji publicznej oferowanych przez organizatorów transportu na zasadach zrównoważonego rozwoju”. W dokumencie nie umieszczono już projektu budowy kolei aglomeracyjnej, wskazując jednak na potrzebę uruchomienia w dalszej przyszłości Kolei Wałbrzyskiej i podjęcia szeregu przedsięwzięć związanych z modernizacją istniejącej sieci kolejowej.

## Perspektywy rozwoju

### Modernizacja infrastruktury
W 2007 roku rozpoczął się, realizowany etapami, remont linii na odcinku z Wrocławia do Jeleniej Góry, przywracający parametry konstrukcyjne bądź zbliżone do konstrukcyjnych.
Szeroko zakrojoną modernizację kolei w Wałbrzychu, polegającą na remoncie linii, stacji, budynków dworcowych i wiaduktów rozpoczęto w roku 2015.

### Wałbrzych Centrum
Zmiany w układzie torów z 1868 roku pogorszyły dostępność kolei ze Śródmieścia, którą tylko częściowo zrekompensowało uruchomienie w 1898 roku wałbrzyskiej komunikacji miejskiej. Współcześnie podjęto decyzję, by podczas modernizacji linii kolejowej nr 274 do roku 2021 w okolicy dawnego dworca Wałbrzych Dolny wybudować na głównej trasie nowy przystanek osobowy, roboczo nazywany Wałbrzych Śródmieście, a następnie Wałbrzych Centrum.